# Villalcampo
Villalcampo – gmina w Hiszpanii, w prowincji Zamora, w Kastylii i León, o powierzchni 64,77 km². W 2011 roku gmina liczyła 537 mieszkańców.